# Samuraj

Japonský znak (kandži) pro samuraje

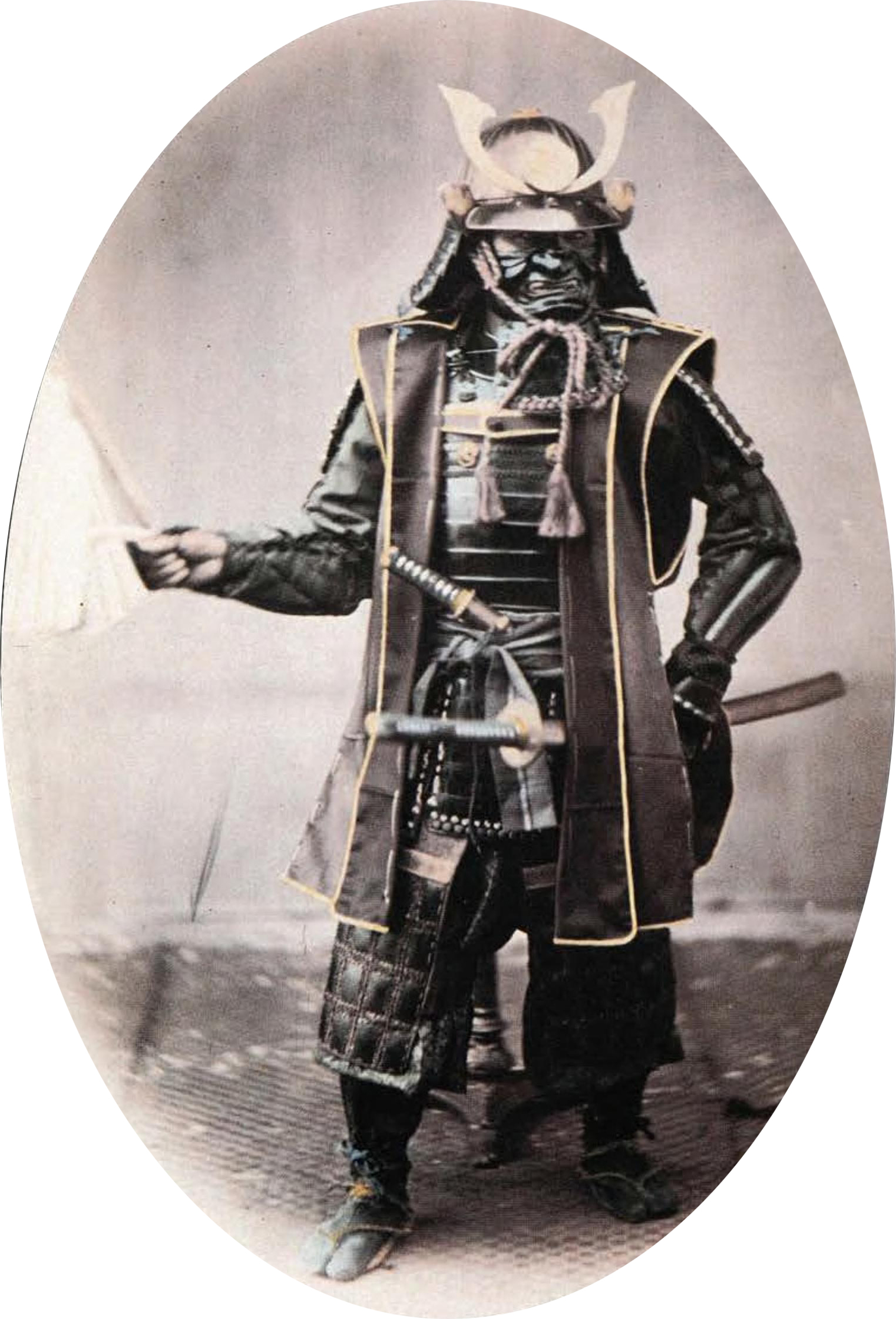
Japonský samuraj ve zbroji, kolem roku 1860 (foto: Felice Beato)

Samuraj (侍, さむらい, Samurai) byl dědičný vojenský šlechtický titul, rovněž byl středověkým japonským bojovníkem, známý především svou oddaností.
Samurajové byli bojovníci sloužící císaři nebo svému pánu. K samurajům patřilo necelých 10 % obyvatel Japonska. Společenská třída samurajů existovala od 12. století a zanikla v období reforem Meidži na konci 19. století.
Samurajové se řídili morálním kodexem bušidó (武士道, Cesta válečníka), který se objevil v období válčících států a měl vliv i na japonskou císařskou armádu během druhé světové války. Největší hanbou pro samuraje bylo upadnout do zajetí a mezi samurajský zvyk patřilo uřezávání a sbírání hlav padlých nepřátel, které sloužily jako ukázka samurajovy udatnosti v boji.
Samostatnou větví Samurajů jsou róninové, což jsou samurajové, kteří přišli o svého pána, anebo ztratili jeho přízeň (například porušením kodexu bušidó).
Z bojového umění samurajů dodnes přetrvalo mnoho škol těchto umění, např. kendžucu či jeho sportovní varianta kendó (剣道), džúdžucu (柔術), kjúdó (弓道) aj.
Samurajové ovládali také čajový obřad (茶の湯, čanoju), uspořádání květin ikebana či skládání básní.
Filmový hold složil samurajům japonský režisér Akira Kurosawa, a to především svým nejslavnějším filmem Sedm samurajů. Dalším známým snímkem o samurajích je film Edwarda Zwicka Poslední samuraj z roku 2003 s Tomem Cruisem v hlavní roli.

## Původ slova samuraj
Během osmého století byli v Japonsku označovali státní úředníci, kteří zajišťovali chod provincií. Postupně tento název získal věrní válečníci. Mezi dvanáctým a třináctým stoletím vznikla samurajská třída.
Po roce 1869 byli příslušníci buke (武家) (třídy válečníků - mononofu (武士) nebo později wasarau) označeni jako „dřívější příslušníci armády“. Ve světě se však vžil japonský (kun'jomi) termín pro vazala - samurahi neboli samurai (士, 侍).

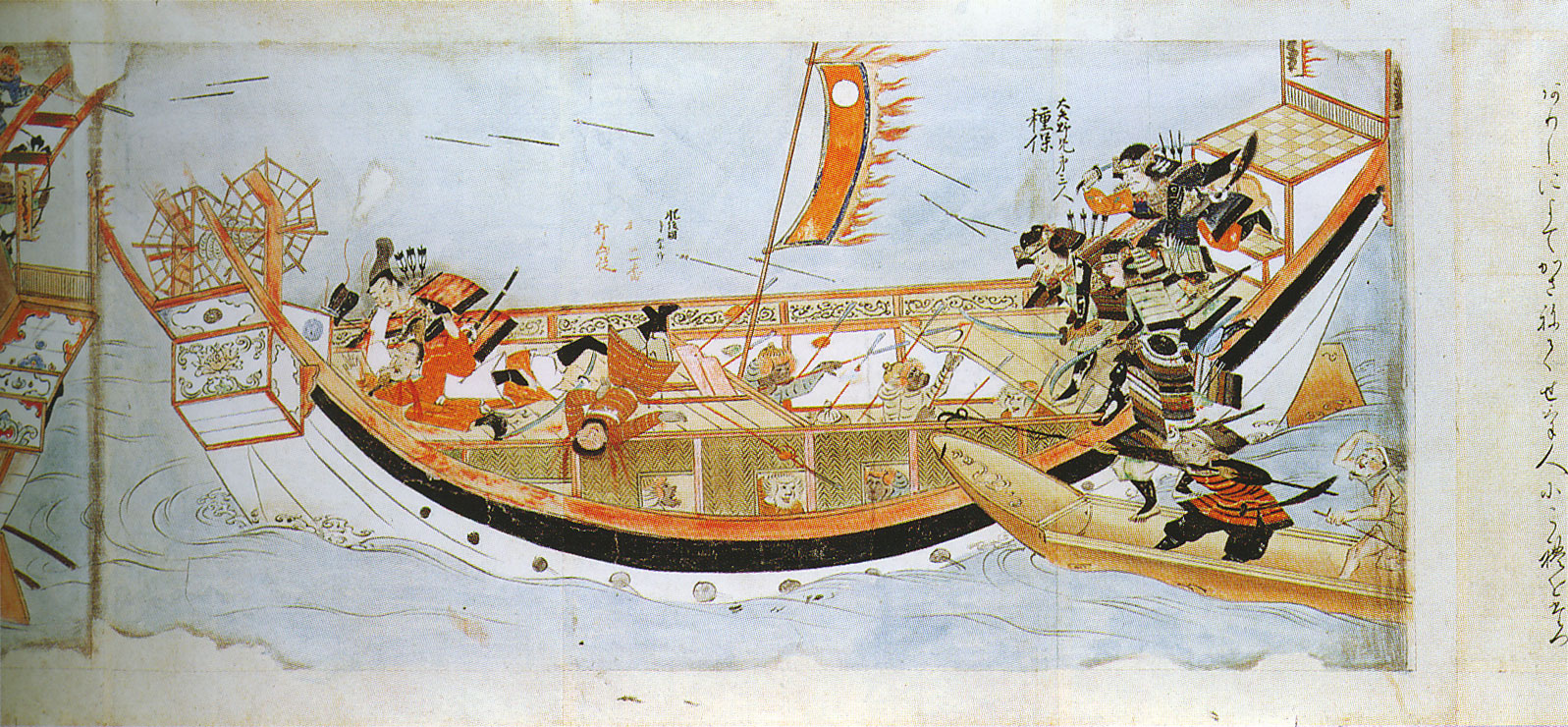
Samurajové útočí na mongolské plavidlo během mongolské invaze do Japonska roku 1281

Jiná teorie říká, že původ slova souvisí s označováním vůdců ozbrojených klanů ze Severu. V upravené formě (gošozamura) byli označováni též bojovníci aristokratických klanů připojených k císařskému dvoru v období Muromači. Poté došlo k fonetickému zkrácení (samuraj) a významovému rozšíření na celou třídu válečníků (od nejnižších po ty, kteří měli právo jezdit na koni) s možností nosit daišó (大小, krátký a dlouhý meč).
Význam slova samuraj lze vyložit jako „ten, jenž slouží“.

## Samurajská čest
Pro samuraje byla vždy nejdůležitější čest. Například v boji nebylo pro samuraje nejhorší zemřít, ale padnout do zajetí. Takový samuraj vždy radši požádal věznitele, aby si mohl vzít život a provést tradiční seppuku (切腹; známější je nekorektní označení harakiri).
Samurajové měli právo kiri-sute gomen, znamenající právo beztrestně zabít mečem kohokoliv z nižší sociální vrstvy tj. ze skupiny rolníků, řemeslníků a obchodníků, pokud tento člověk samuraje nějakým způsobem urazil.

## Seppuku
Rozpárání si břicha – seppuku – je tak neuvěřitelný způsob, jak spáchat sebevraždu, že je to pravděpodobně ten nejznámější element samurajských mýtů. Na západě je tento způsob známý jako hara-kiri (ve skutečnosti je tento výraz vulgární a sami samurajové by ho pravděpodobně nikdy nepoužili). První významnější akty byly vykonány ve 12. století. Původní motivy pro tento způsob smrti pravděpodobně mohly být čistě praktické. Setnutí hlavy sobě samému je těžké, a jelikož za sídlo duše bylo považováno břicho (žaludek), bylo rozpárání břicha nejjednodušší a nejpřímočařejší (pokud ne nejrychlejší) způsob smrti. Vykonat seppuku vyžadovalo výjimečnou dávku odvahy a po čase se stalo samurajským privilegiem. Obyčejní lidé obvykle ukončovali život utopením se nebo oběšením se, ženy samurajů si ve většině případů prořezávaly hrdla; jenom samurajové mohli spáchat seppuku. Být obyčejně popraven znamenalo pro samuraje velkou pohanu.

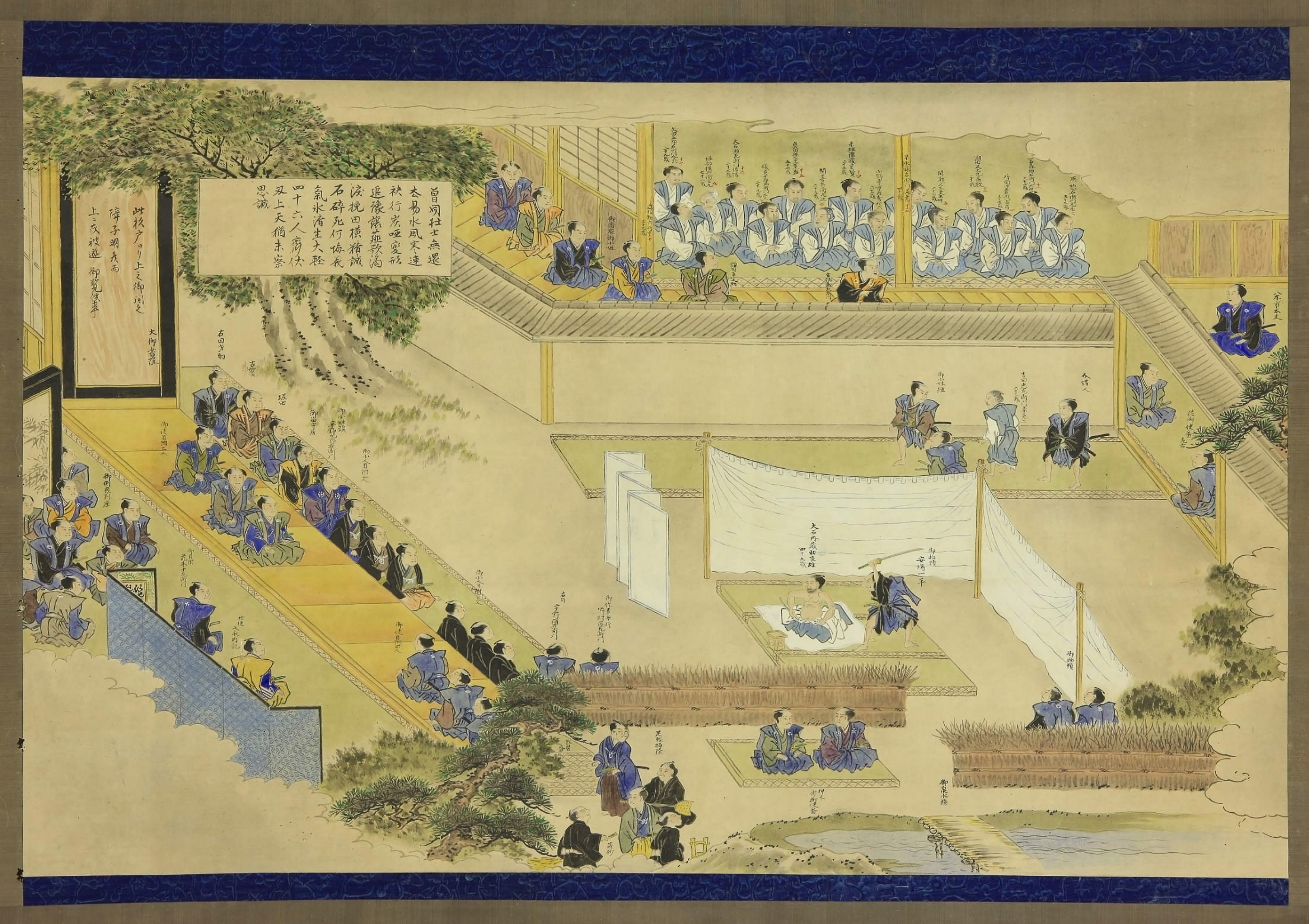
Jeden ze 47 róninů, kteří byli roku 1703 odsouzeni ke spáchání seppuku

V období Edo se seppuku stala rituálem s pevně stanoveným postupem:

Nejprve byla připravena rohož tatami, na níž se umístil velký bílý polštář. Svědkové rituálu se diskrétně postavili k jedné straně. Samuraj, často oděný do bílého kimona, poklekl na polštář ve formálním stylu, na patách. Za ním a nalevo klečel jeho kaišakunin, často blízký přítel, i když jeho povinnost v tomto rituálu nebyla velmi populární. Jeho úkolem bylo ochránit sebevražedného samuraje před utrpením velké míry bolesti a to tak, že mu usekl hlavu poté, co si samuraj rozřízl břicho.
Před samurajem ležela na lakovaném podnose kratší katana wakizaši (společník). Když se samuraj cítil připravený, rozvázal si kimono a odhalil břicho. Jednou rukou zvedl nůž a druhou rukou z něj sňal pochvu, kterou odložil stranou. Když se takto připravil, rozřízl si břicho z levé strany na pravou. Čepel poté v ráně obrátil o 90 stupňů. Mnoho samurajů ale nemuselo vytrpět tuto neuvěřitelnou agonii, jelikož kaišakunin splnil svůj úkol při prvním náznaku samurajovy bolesti. Plně dokončený řez byl známý jako džumondži a jeho vykonání bylo považováno za velmi působivě vykonanou seppuku.
Je nezbytné říci, že psychický stav samuraje byl před spácháním seppuku velmi důležitý. Známe několik příběhů o samurajích, kteří ztratili vyrovnanost a v některých případech pak byli přímo donuceni seppuku vykonat. Koneckonců, samurajové byli také jen lidé, a možná že jen díky celoživotní přípravě mohli seppuku čelit s předstíranou chladnokrevností.
Mezi důvody pro spáchání seppuku mohlo patřit například:
- Džunši (殉死): následoval po smrti samurajova pána. Samuraj, který ztratil pána, se nazýval rónin (浪人). V období Edo byly sebevraždy róninů zakázané, jelikož to bylo považováno za nehospodárné, ale i přes zákaz k nim docházelo. Když roku 1636 zemřel daimjó Masamune Date, patnáct jeho samurajů spáchalo seppuku.
- Kanši (諫死): sebevražda z protestu. Samuraj se v tomto případě zabil aby přesvědčil svého pána o něčem, když jiné formy přesvědčování neuspěly.
- Sokocu-ši (粗忽死): při této formě se samuraj zabil jako odškodnění za provinění, které spáchal.

Ač mnoho samurajů zemřelo tímto způsobem, mnoho jich také zemřelo přirozenou smrtí.

## Oblečení samurajů

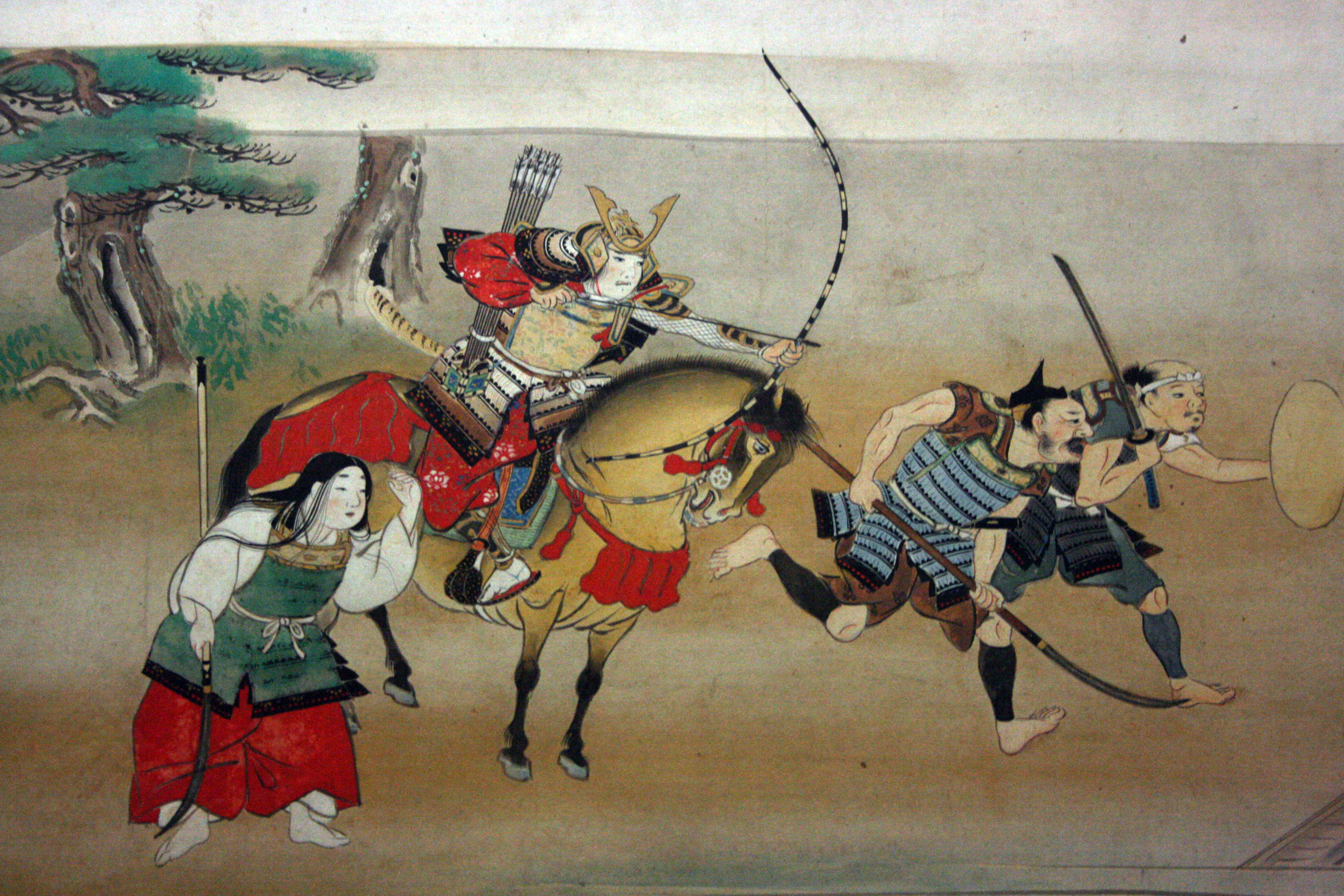
Samuraj na koni a pěší bojovníci v 16. století

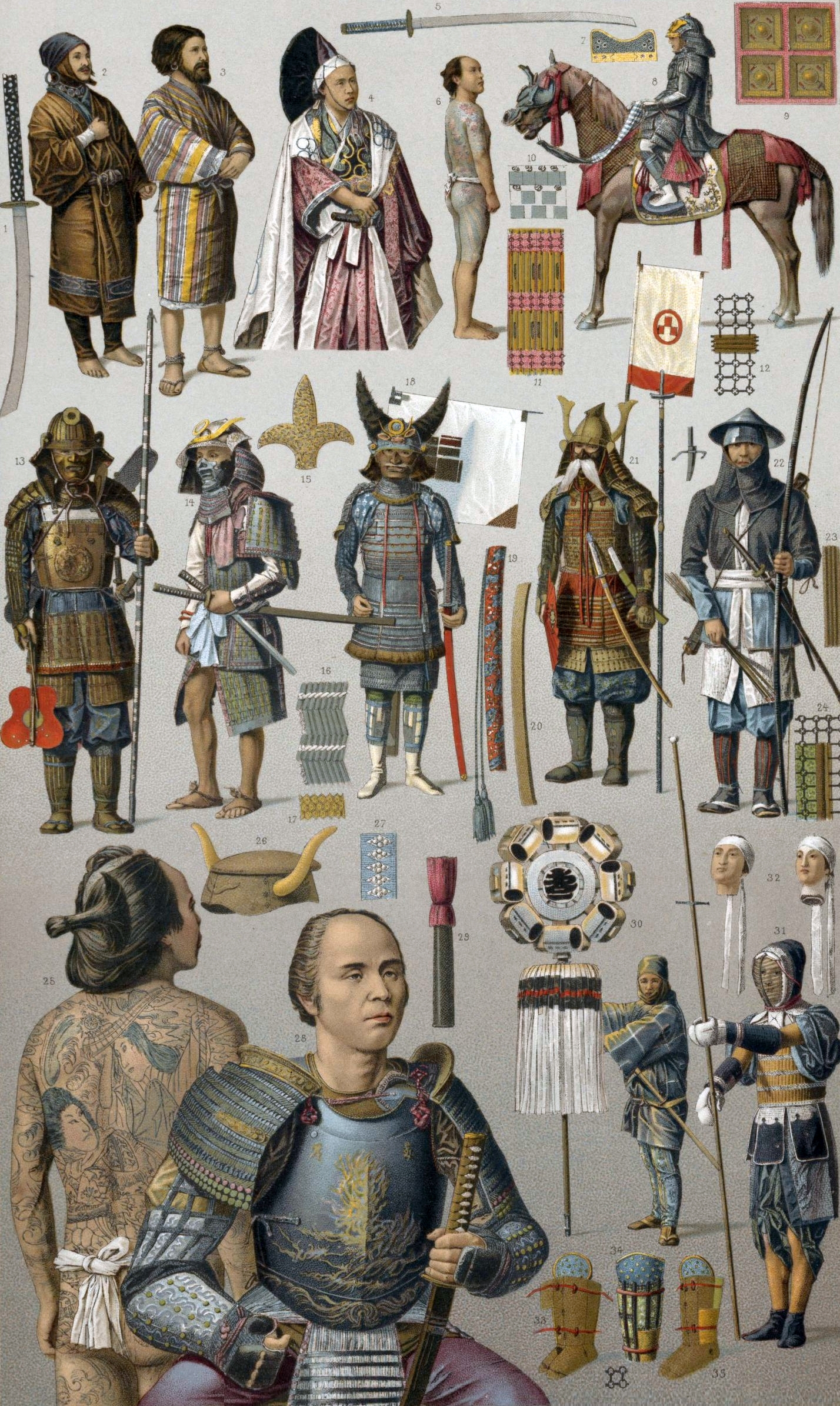
Samurajové na počátku 19. století

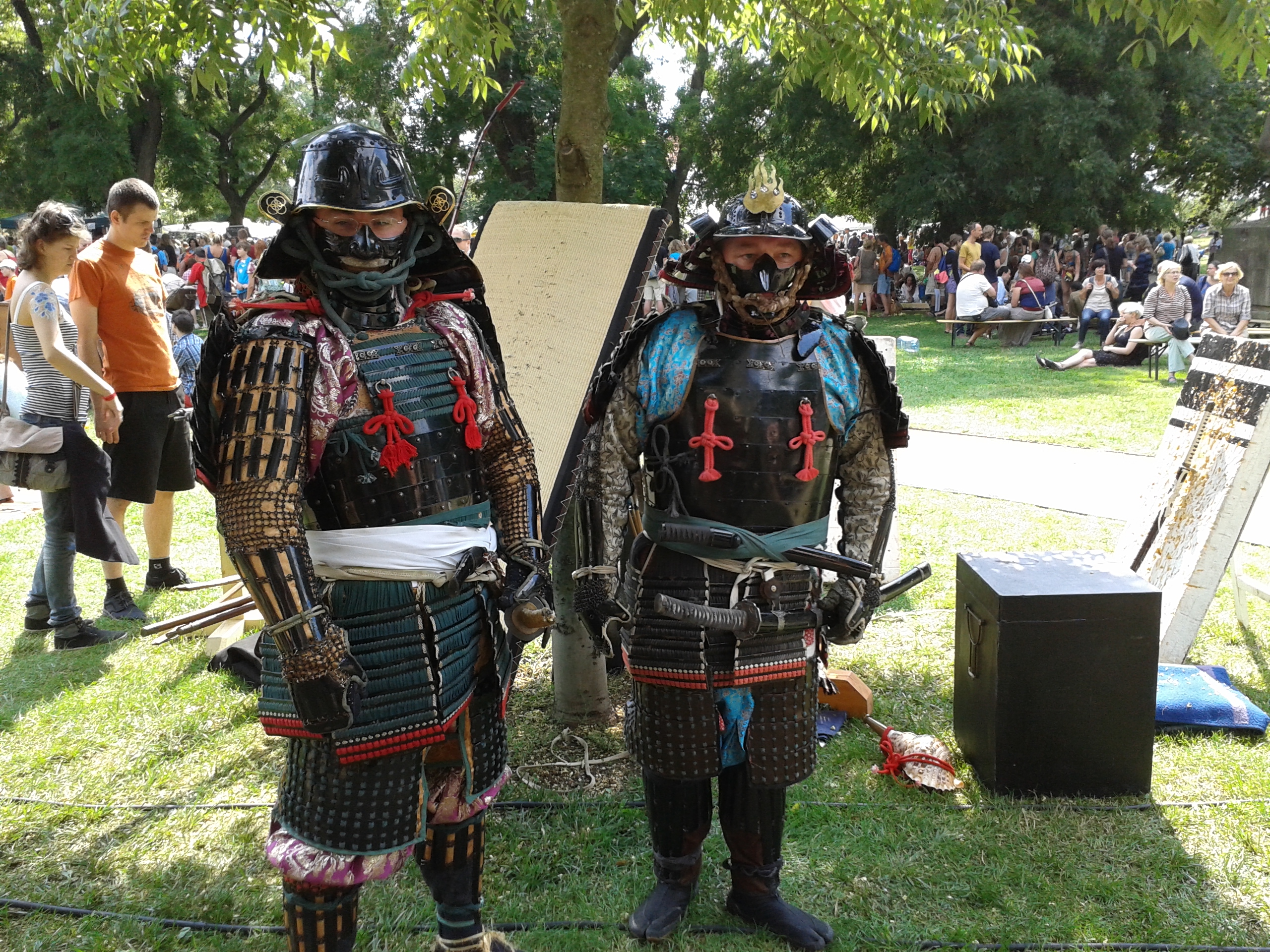
Samurajové ve zbroji, ilustrativní foto 2015

Pochopitelně základním oděvním prvkem samurajského každodenního šatníku bylo kimono. Těžší kimona se nosila v zimě, v létě se používala slabší (např. z jemného hedvábí). Den, kdy se zimní kimona měnila za letní, byl tradičně první den čtvrtého měsíce (pro nás pravděpodobně první týden v květnu). Samurajské kimono bylo většinou vyrobeno z hedvábí, materiálu, který byl považován za nadřazenější bavlně či konopí, nejen kvůli vzhledu a jemnosti, ale také kvůli relativně nižší teplotě v horkém japonském létu. Přirozeně kvalita kimona velmi záležela na postavení a příjmech samuraje. Nepoužívaly se výrazně zářivé barvy či exotické motivy, jež byly známkou neskromnosti a ješitnosti. Samurajské manželky nosily vrstvy kimona a barvy podle postavení a nebo moci svého manžela. Samurajské děti byly oblékané okázale a usedlejší styl oblékání byl známkou, že se dítě blíží k věku, kdy bude považováno za dospělé. Starší samurajové tíhli spíše k odstínům šedé nebo hnědé, jako symbol jejich důstojného věku.
Někteří samurajové také nosili ponožky zvané tabi (足袋), které měly bílou barvu a byly uzpůsobeny ročnímu období, ve kterém byly nošeny. Obuv se skládala ze slaměných sandálů (草鞋, waradži) a dřeváků (下駄, geta). Dřeváky byly spojovány s nižšími společenskými vrstvami (např. gejšy či herci kabuki (歌舞伎) byli často zobrazováni s dřeváky), ale i přesto je samurajové čas od času používali též. Používaly se také boty z medvědí kůže, především s brněním, ale od 16. století byly považovány za archaické.
Samuraj byl cvičený používat mnoho zbraní jako kopí (槍, jari), luky (弓, jumi), halapartny (なぎなた, naginata). Nicméně, jejich nejslavnější zbraň byl dlouhý meč nazvaný katana. Katana společně s krátkým mečem wakizaši, tvořili odznak samurajského stavu. Během doby míru, nosil katanu (刀, かたな) a wakizaši (脇差). Ve válce, nesl dlouhý meč, tači (太刀) a tantó (短刀).
Vlasy byly důležitou částí samurajova vzhledu. Tradičním účesem (skoro tisíc let) byl uzel. Téměř každý, s výjimkou buddhistických kněží, nosil uzel. Je možné, že tato móda pocházela z Číny, kde se uzly nosily ve starověku. Stylů uzlů je velké množství. Před obdobím Edo byly velmi populární i kníry a bradky, které ale právě v období Edo padly v nemilost, a od té doby jsou u Japonců zřídkakdy k vidění.

## Filmy o samurajích
- The NOIR.
- Tři zločinci ve skryté pevnosti (隠し砦の三悪人, Kakuši-toride no san'akunin)
- Sedm samurajů (七人の侍, Šičinin no samurai)
- Odvážní mužové (椿三十郎, Cubaki Sandžúró)
- Tělesná stráž (用心棒, Jódžinbó)
- Poslední samuraj
- 47 róninů (四十七人の刺客, Šidžúšičinin no šikaku 1994; Akó ródži, 赤穂浪士)
- Seppuku
- 13 Samurajů
- Krvavý trůn (蜘蛛巣城, Kumonosúdžo)
- Kundo: Čas pomsty